# Szwarno
Szwarno, Szwarn, Swarno, Szwarno Daniłowicz, Swarn, Swamir (ukr. Шварно, lit. Švarnas, Švarn, Svarnas, Švarno; ur. 1230, zm. 1269/1270) – książę halicki, chełmski (od 1264), wielki książę litewski (1264–1267 – wspólnie z Wojsiełkiem, 1267–1268/1269 – samodzielnie). Rusią Halicko-Wołyńską rządził ze swej stolicy i rezydencji w Chełmie.
Młodszy syn Daniela I Halickiego i Anny Mścisławówny Nowogródzkiej (zm. ok. 1252), wnuk Romana II Halickiego, prawnuk Mścisława II Izjasławicza, praprawnuk Izjasława II i Bolesława III Krzywoustego; brat Herakliusza, Lwa I, Romana i Mścisława oraz Perejesławy, Ustiny (Anastazji?) i Zofii. Na chrzcie otrzymał imię Jerzy lub Jan (Iwan, Иоанн).
W 1255 poślubił córkę Mendoga i w tymże roku uczestniczył w wyprawie rusko-litewskiej na Lublin.
Późną wiosną 1262 Szwarno brał udział w najeździe wielkiego księcia litewskiego Mendoga na Mazowsze. Po zdobyciu Płocka, oddziały litewskie (a także ruskie oraz – według niektórych źródeł – jaćwieskie) obległy w Jazdowie władcę Mazowsza, Siemowita I, oraz jego syna. W wyniku zdrady napastnicy zdobyli Jazdów. W trakcie bitwy zginął Siemowit I, a jego syn, Konrad II, dostał się do niewoli. Według innej wersji pojmany Siemowit został osobiście zamordowany przez swojego szwagra – Szwarna. Ścigające napastników rycerstwo mazowieckie poniosło pod Długosiodłem (5 VIII 1262) klęskę w bitwie z połączonymi siłami Jaćwingów, Litwinów i Rusinów pod wodzą Mendoga i Szwarna.
Szwarno władał dzielnicą halicką, a po śmierci Daniela I (1264) otrzymał ziemię chełmską i bełską oraz sprawował nominalne zwierzchnictwo nad Rusią Halicko-Wołyńską podzieloną zgodnie z wolą zmarłego władcy na cztery księstwa. Faktycznie jednak największym autorytetem cieszył się książę włodzimierski, Wasylko Romanowicz, stryj Szwarna.
Szwarno prowadził politykę jednoczenia sił litewskich i ruskich przeciw polskim książętom. W 1264 wraz z Jaćwingami (lub Litwinami) dokonał najazdu na Małopolskę, jednak podczas wyprawy odwetowej Bolesław V Wstydliwy pokonał Jaćwingów i sprzymierzonych z nimi Rusinów pod Brańskiem. Klęska ta osłabiła nieugruntowaną jeszcze pozycję Szwarna na Rusi na rzecz Lwa I Daniłowicza popieranego przez Wasylka Romanowicza.
W 1266 Szwarno wspierany przez wojska Wasylka i litewskie dokonał najazdu na ziemię sandomierską. Oddziały najeźdźców zostały rozbite 19 VI 1266 r. przez Bolesława Wstydliwego pod Wrotami.
Podczas walk o tron wielkoksiążęcy po zamordowaniu Mendoga (1263) Szwarno wspomógł zbrojnie Wojsiełka, syna Mendoga. Sojusz szwagrów miał przez pewien czas postać współwładzy na Litwie, kiedy to Szwarno rządził Rusią Czarną. Następnie w 1267 r. Wojsiełk przekazał Szwarnowi władzę nad Litwą, a sam powrócił do stanu zakonnego.
Tymczasem rywalizacja w rodzie Romanowiczów przerodziła się wkrótce w konflikt, którego ofiarą padł sam Wojsiełk. Zaproszony przez Lwa I Daniłowicza i Wasylka Romanowicza na zjazd ugodowy został przez Lwa zamordowany w 1267 r. Wówczas Szwarno jako prawy dziedzic upomniał się zbrojnie o władzę, ale został pokonany przez Trojdena i jego zwolenników.
Szwarno zmarł w Chełmie, gdzie też został pochowany w cerkwi katedralnej (obecnie bazylika mniejsza pw. Narodzenia NMP).